# NGC 2956
NGC 2956 est une vaste galaxie spirale barrée relativement éloignée et située dans la constellation de l'Hydre. NGC 2956 a été découverte par l'astronome américain Frank Müller en 1886.

## Caractéristiques
Sa vitesse par rapport au fond diffus cosmologique est de 9 973 ± 43 km/s, ce qui correspond à une distance de Hubble de 147 ± 10 Mpc (∼479 millions d'al).
La classe de luminosité de NGC 2956 est II.